# Rutger Fuchs

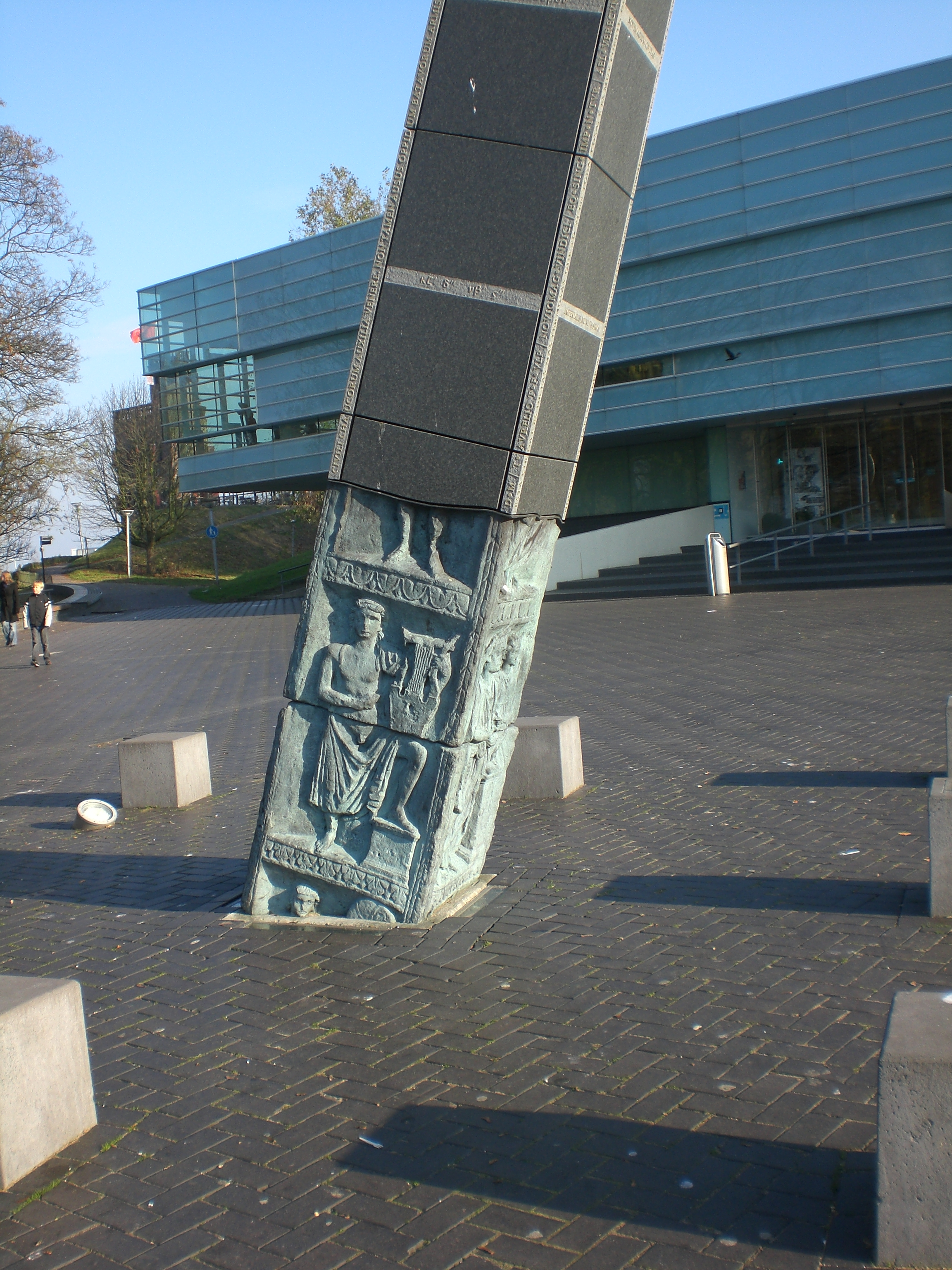
Detail van de zonnewijzer Noviomagus

Rutger Fuchs (Leiden, 1970) is een Nederlands graficus.

## Biografie
Rutger Fuchs is een zoon van kunsthistoricus Rudi Fuchs. Hij studeerde in 1993 af bij de Willem de Kooning Academie in Rotterdam, en werkte enige tijd bij Gracia Lebbink.
Sinds 1992 werkt hij in Amsterdam als freelance grafisch ontwerper. Hij ontwierp onder andere de postzegel voor Max Euwe voor KPN, alsmede de zilveren postzegel. Hij ontwierp ook posters voor het Gemeentemuseum Den Haag.

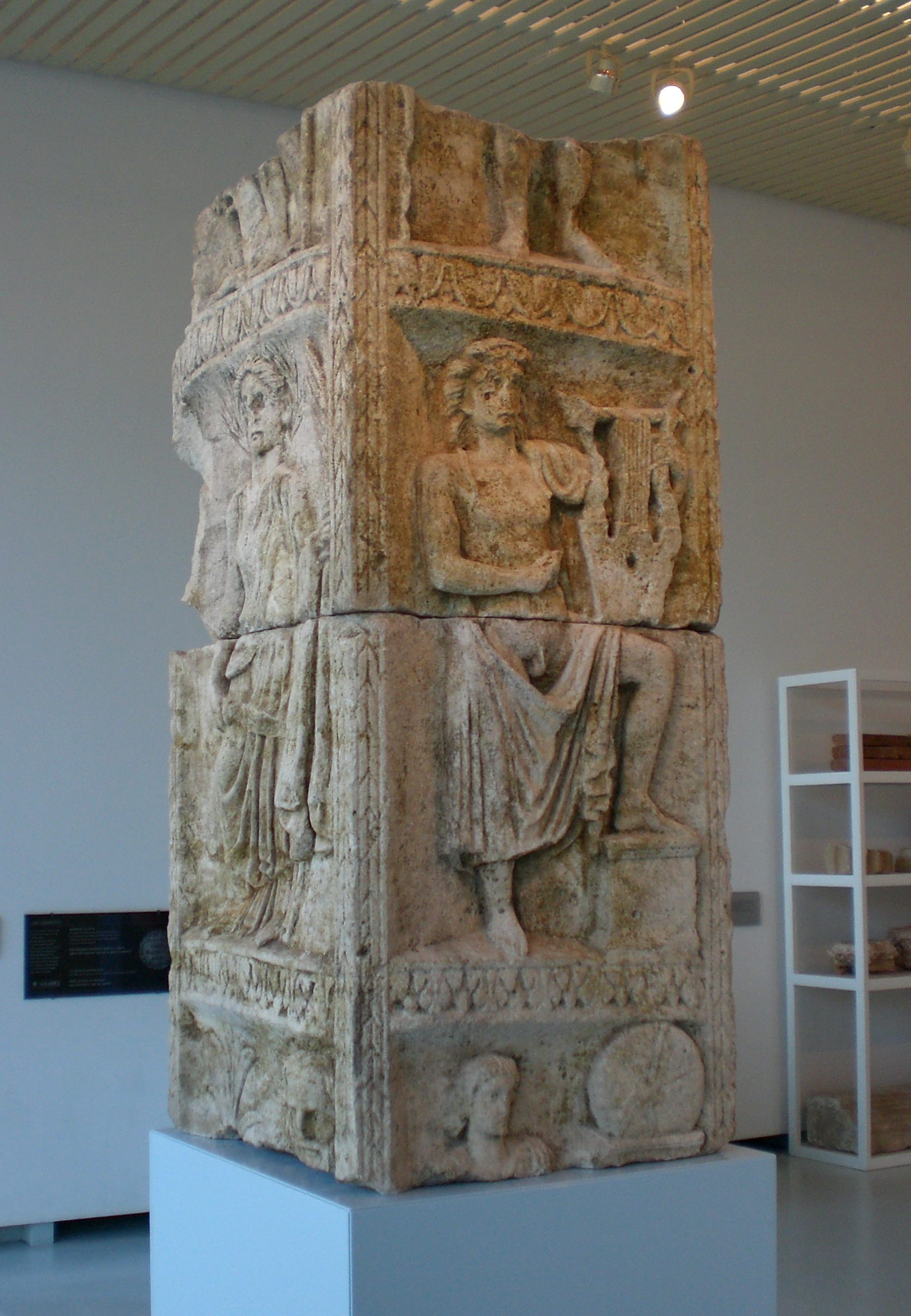
De oorspronkelijke godenpijler in Museum Het Valkhof met een afbeelding van de god Apollo

Samen met Studio Ram Katzir ontwierp hij het standbeeld Noviomagus (2004-2005), ter gelegenheid van het 2000-jarig bestaan van de stad Nijmegen. Dit monument is een 10 meter hoge zonnewijzer, uit brons en graniet. Het beeld staat op het Kelfkensbos voor Museum het Valkhof. Het wordt ook wel "de godenpijler" genoemd, naar de Romeinse goden en godinnen die er in reliëf op zijn afgebeeld. Het monument staat op de plaats waar de Godenpijler, een monument voor keizer Tiberius (14-37 na Christus), in 1980 is gevonden.
Fuchs ontwikkelt ook huisstijlen.